# Забугин, Филадельф Дмитриевич
Филаде́льф Дми́триевич Забу́гин (1 [13] июня 1884, станица Константиновская, Область Войска Донского, Российская империя — 2 мая 1972, Москва, СССР) — русский и советский невропатолог.

## Биография
В 1911 г. окончил медицинский факультет Московского университета. В этом же году начал работать невропатологом в Староекатерининской больнице под руководством Г. И. Россолимо. В июле 1914 г. призван на действительную воинскую службу по объявленной мобилизации. За отличия в делах против германцев в апреле 1915 г. награжден орденом Св. Станислава 3 степени с мечами и бантом, в октябре 1915 г. орденом Св. Анны 3 степени. Принимал участие в организации Института детской психологии и невропатологии. В 1918 г. Ф. Д. Забугин стал ординатором клиники нервных болезней и ассистентом клиники профессиональных болезней под руководством Н. А. Семашко. С 1918 по 1923 работал директором Рукавишниковского приюта для трудновоспитуемых детей. С 1926 г. Ф. Д. Забугин доцент дефектологического факультета Московского государственного педагогического института им. В. И. Ленина. В 1964 г. избран почётным членом Московского неврологического общества. Был заведующим отделением нервных болезней поликлиники Большого театра и Госплана СССР. Умер в Москве 2 мая 1972 года. Похоронен на Новодевичьем кладбище.

## Вклад в развитие отечественной невропатологии и психиатрии
В своих работах Ф. Д. Забугин определяет понятие олигофрения, характеризует более тяжёлые её формы, исходя из патофизиологических критериев. Особое внимание уделяет гидроцефалии. Наряду с патофизиологическим анализом им проводится работа по исследованию взаимоотношений между графической способностью и интеллектом у умственно отсталых детей. Исследовал токсоплазмоз на основе большого клинического материала. Выделил следующие формы токсоплазмоза: хронический, врожденный, остро протекающий, приобретённый, скрытая форма приобретённого. Им разработаны методы борьбы с токсоплазмозом. Он отмечает при экзогенных формах олигофрении повышенный лейкоцитоз, возникающий после перенесённого менинго-энцефалита и других нервных инфекций. Описал особенности музыкальной одарённости у детей больных эпилепсией и шизофренией. Разрабатывал проблемы профессиональных заболеваний. Им описана гипотрофия гипофиза у стеклодувов, нервно-психические нарушения у педагогов и хлебопёков, невросома у чаеразвесчиков, приведена, характеристика нейропсихической сферы у шофёров. Привлёк внимание в своих работах к болезни Бека, встречающейся у жителей берегов реки Урова в Восточной Сибири. После выхода этих работ Иркутский университет начинает вести подробное изучение больных.

## Вклад в развитие отечественной дефектологии
Полностью реорганизовал Рукавишниковский приют для трудновоспитуемых детей. Им была отменена система наказаний, карцеры. Был создан самодеятельный театр, духовой оркестр, организованы мастерские: столярная, переплётная, сапожная. А. И. Елизарова-Ульянова работавшая тогда заведующей отделом охраны детства Московского отдела народного образования пригласила Ф. Д. Забугина как организатора учреждений для глухонемых, умственно отсталых и правонарушителей. Работа по организации этих учреждений шла под руководством наркома просвещения А. В. Луначарского и наркома здравоохранения Н. А. Семашко. Вместе с Ф. Д. Забугином, в организации учреждений принимали участия Ф. А. Рау , В. А. Гандер,Г. И. Россолимо, С. Я. Рабинович. Ф. Д. Забугин в своих работах привлекал внимание общественности к проблемам употребления детьми наркотиков.

## Труды
- «О детских наркоманиях и борьбе с ними»
- «Дети-олигофрены»
- «К вопросу о музыкальных вундеркиндах»